# Az 1920-as és 1930-as évek fontosabb német pártjainak és szervezeteinek listája
- Acélsisak – Stahlhelm
- Általános Német Szakszervezeti Szövetség – Allgemeiner Deutscher Gewerkschaftsbund
- Bajor Néppárt – Bayerische Volkspartei
- Birodalmi Agrárszövetség – Reichslandbund
- Birodalmi Harci Szövetség – Reichskriegerbund
- Birodalmi Lobogó – Reichsbanner
- Birodalmi Zászló – Reichsflagge
- Gazdaságpárt – Wirtschaftspartei
- Hazafias Szövetségek – Vaterländische Verbände
- Keresztény Nemzeti Paraszt és Agrár Népi Párt – Landsvolkspartei
- Keresztény Népszolgálat – Christlicher Volksdienst
- Keresztény-Szociális Népszolgálat – Christlich-Sozialer Volksdienst
- Konzervatív Néppárt – Konservative Volkspartei
- Német Állampárt – Deutsche Staatspartei
- Német Centrumpárt – Deutsche Centrumpartei
- Német Demokratikus Párt – Deutsche Demokratische Partei
- Német Harci Szövetség – Deutscher Kampfbund
- Német Ipar Birodalmi Szövetsége – Reichsverband der Deutschen Industrie
- Német Klub – Herrenklub
- Német Nemzeti Néppárt – Deutschnationale Volkspartei
- Német Népi Szabadságpárt – Deutschvölkische Freiheitspartei
- Német Néppárt – Deutsche Volkspartei
- Német Szocialista Párt – Deutschsoziale Partei
- Németország Egyesült Kommunista Pártja – Vereinigte Kommunistische Partei Deutschlands
- Németország Független Szociáldemokrata Pártja – Unabhängige Sozialdemokratische Partei Deutschlands
- Németország Kommunista Pártja – Kommunistische Partei Deutschlands
- Németország Szociáldemokrata Pártja – Sozialdemokratische Partei Deutschlands
- Németország Szocialista Munkáspártja – Sozialistische Arbeiterpartei Deutschlands
- Nemzetiszocialista Német Munkáspárt – Nationalsozialistische Deutsche Arbeiterpartei
- Össznémet Szövetség – Alldeutscher Verband
- Vörös Frontharcosok Szövetsége – Roter Frontkämpfverbund